# École spéciale militaire de Saint-Cyr

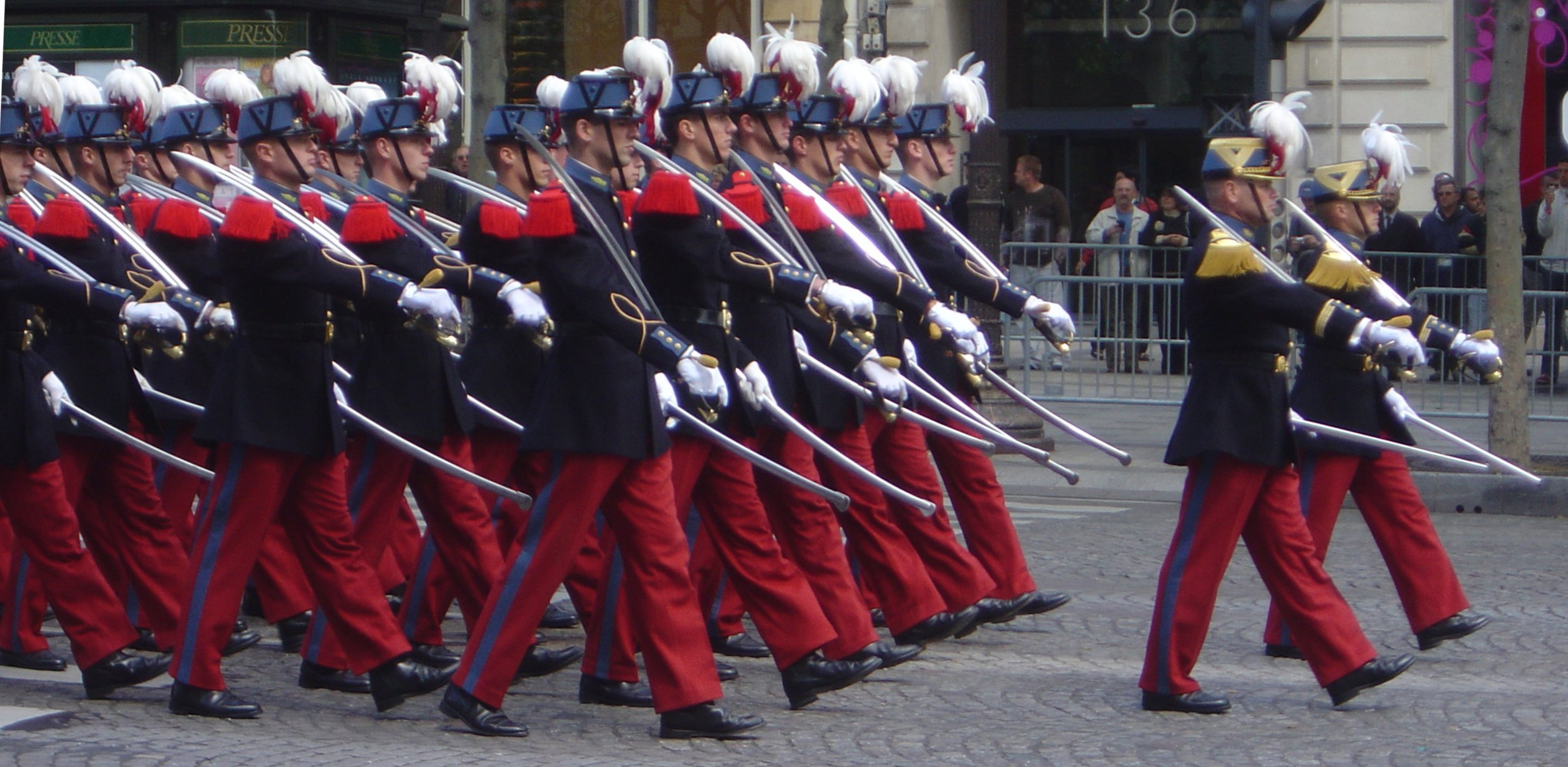
Kadeci w mundurach galowych

École spéciale militaire de Saint-Cyr, ESM (Akademia Wojskowa Saint-Cyr) – wiodąca francuska uczelnia wojskowa. 
Założona przez pierwszego konsula Napoleona Bonapartego w 1802, początkowo mieściła się w Fontainebleau, w 1808 przeniesiona do Saint-Cyr-l’École, od 1945 znajduje się w Camp de Coëtquidan w Bretanii.
Jej mottem są słowa Uczą się aby zwyciężać (fr. Ils s'instruisent pour vaincre).

## Znani absolwenci
- Paul Legentilhomme (1884–1975) – 1907
- Hélie Denoix de Saint Marc(inne języki) – 1922
- Philippe Leclerc de Hautecloque (1902–1947) – 1924
- Charles de Gaulle (1890-1970) – 1912
- Jean de Lattre de Tassigny (1889–1952)
- Alphonse Juin (1888–1967) – 1912
- Maxime Weygand (1867–1965) – 1897
- Louis Franchet d’Espérey (1856–1942) – 1876
- Philippe Pétain (1856–1951)
- Hubert Lyautey (1854–1934)
- Joseph Gallieni (1849–1916)
- François Certain de Canrobert (1809–1895) – 1828
- Patrice Mac-Mahon (1808–1893) – 1827
- Aimable Pélissier (1794–1864)
- Hadż Ali Razmara – premier Iranu
- Bahram Aryana(inne języki) – szef sztabu armii irańskiej
- Felipe Ángeles(inne języki) (1868–1919)
- Ludwik II Monakijski (1870–1949)
- Jean-Etienne Valluy(inne języki) (1899–1970)
- Gabriel Brunet de Sairigné(inne języki) (1913–1948) – 1933
- Zajn al-Abidin ibn Ali – tunezyjski dyktator – 1936
- Laurent Louis Adrian Bonnin
- Raoul Magrin-Vernerey – 1914